# Peperomia robustior
Peperomia robustior är en pepparväxtart som först beskrevs av Gustav Adolf Hugo Dahlstedt, och fick sitt nu gällande namn av Ignatz Urban. Peperomia robustior ingår i släktet peperomior, och familjen pepparväxter. Inga underarter finns listade i Catalogue of Life.